# مفاثة (المسيمير)

تعديل مصدري - تعديل

مفاثة هي إحدى قرى عزلة المسيمير بمديرية المسيمير التابعة لمحافظة لحج، بلغ تعداد سكانها 177 نسمة حسب تعداد اليمن لعام 2004.